# تریپولی (آیووا)
تریپولی (به انگلیسی: Tripoli) شهری در ایالت آیووا کشور ایالات متحده آمریکا است که جمعیت آن در سرشماری سال ۲۰۱۰ میلادی، ۱٬۳۱۳ نفر بوده‌است.